# الیور لیز
الیور لیز (انگلیسی: Oliver Leese; ۲۷ اکتبر ۱۸۹۴ – ۲۲ ژانویهٔ ۱۹۷۸) فرمانده نظامی اهل بریتانیا بود. وی برندهٔ جوایزی همچون نشان حمام و نشان امپراتوری بریتانیا شده‌است.